# Пожалеете!
«Пожалеете!» (Nederlands:Spijt) Это голландский фильм режиссёра Дейва Схрама для подростков, который вышел в 2013 году. Фильм основан на одноименной книге голландской писательницы Карри Слее. На премьере фильм собрал почти 35.000 евро, в два раза больше чем предыдущий фильм книги Карри. Это первый фильм с платиновым статусом (более 400.000 посетителей) и который после трех месяцев показывали в более чем 100 кинотеатрах. Кроме того, фильм получил десятки наград и призов, как и в Голландии и за рубежом.

## Сюжет
Давид — обычный 14 летний подросток. Он учиться в 8-м классе и занимается музыкой и играет в рок- группе со своими друзьями- Нильсом и Юзеффом (гитаристами) и Нинке (певицей). Он тайно влюблен в Веру, одноклассницу. У Давида есть одноклассник , Ехем, которого постоянно обижают трое ребят из класса — Джастин, Ремко и Санна. Ехем никогда за себя не заступается и ничего не рассказывает дома, потому что боится что его мать пойдет к их классному руководителю. Сам их классный руководитель, Тимо, учитель физкультуры, никогда не заступается за него и иногда даже
сам смеется над ним. В один день, после физкультуры, пока Ехем моется в душе, ребята забирают его одежду и вешают на дерево, чтобы он не попал на классную фотографию, а Санна забирает у него (индивидуальную) фотографию и замазывает его лицо фломастером. Джастин работает разносчиком газет. Они под угрозой избиения заставляют Ехема работать за него. Когда отменяются уроки никто его не предупреждает и он приходит в пустую школу. Один раз они даже сильно избили его после уроков в школьном туалете. Один раз Давид заступился за него, но тогда они сломали его велосипед и пригрозили ему, и тогда он боится ещё что-то предпринять, но ему жалко Ехема, и он помогает ему с газетам. К тому же, он обещает помочь ему если на него ещё раз нападут.
Ехем находит бездомного пса и отводит его в приют для животных (он впоследствии станет его собакой, он назовет его Синбад) Там он встречает Веру, одноклассницу, которая там проводит часы добровольной работы, и тоже устраивается там работать. Он сдруживается с ней и они часто проводят время вместе. Вера рассказывает ему как правильно питаться, и ходит вместе с ним на прогулки.
Тимо устроил школьный праздник, где устроил барбекю и пригласил играть группу Давида. Ехем тоже пришёл и признался Вере в любви ней. Она говорит что ей жаль, но она видит в нём не больше друга. Ехем пытается поцеловать её, но она убегает, он бежит за ней. Вера целует Нилься, чтобы он увидел что у неё якобы уже есть парень. Это видит и Давид, и в злости он убегает на улицу, и видит что над Ехемом опять издеваются. На его крики о помощи он только рявкает чтобы он отстал и в злости едет домой.
На следующий день директор школы рассказывает что Ехем вчера вечером не вернулся домой. Давид и Вера испытывают угрызения совести из за вчерашних событий, и едут искать Ехема. Они вызывают полицию когда видят его рюкзак в озере. Водолазы вытаскивают из воды его тело, он покончил жизнь самоубийством.
В школе устраивают поминки по Ехему, троицу наказывают, а во всех газе